# Carlton Gardens
Els Carlton Gardens són uns jardins considerats Patrimoni de la Humanitat per la UNESCO que es troben a la vora nord-est del districte central de negocis al barri de Carlton de Melbourne, Victòria, Austràlia.

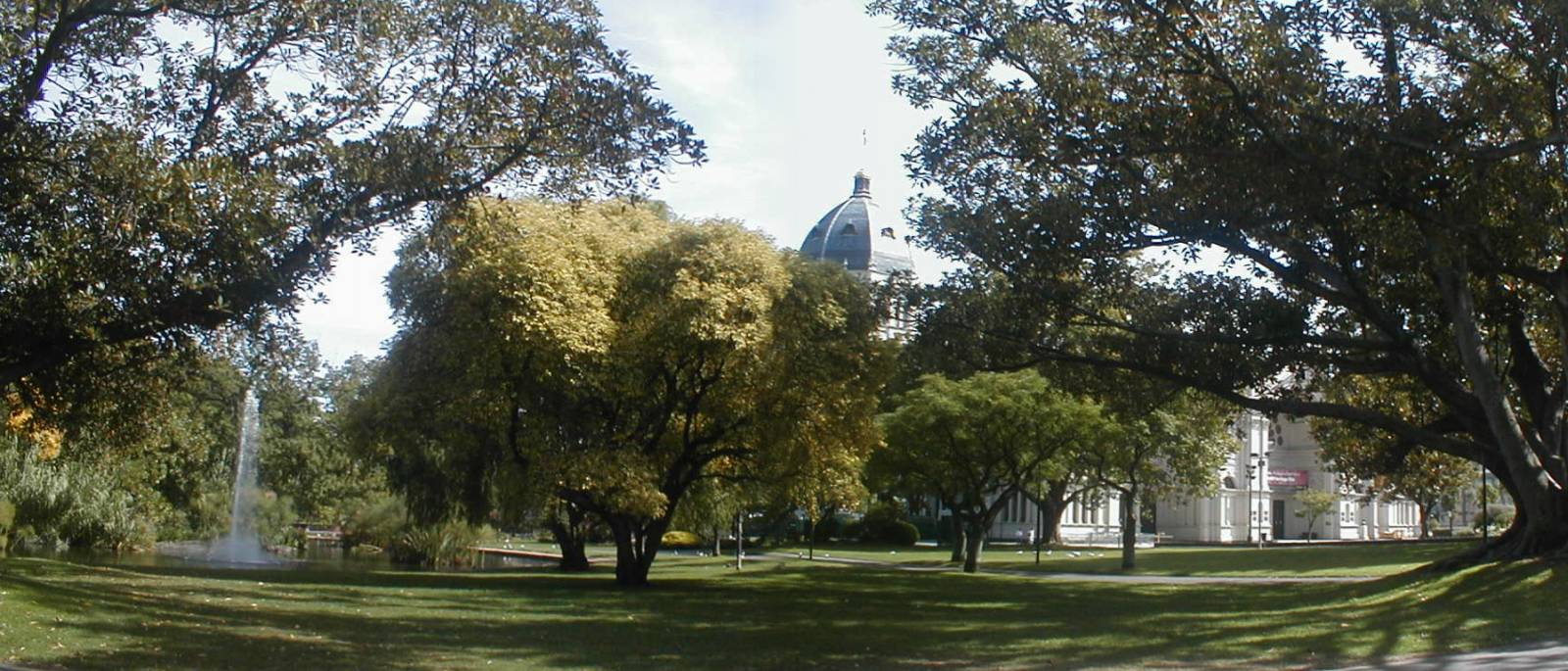
Sud dels Carlton Gardens

## Disseny i construcció
Projectats per albergar les dues grans exposicions internacionals celebrades a Melbourne els anys 1880 i 1888, el Palau Real d'Exposicions i els Jardins Carlton que l'envolten van ser dissenyats per l'arquitecte Joseph Reed. El palau, construït amb maó, fusta, ferro i pissarra, integra diversos estils arquitectònics: romànic-romà d'Orient, llombard i renaixentista italià. L'edifici és representatiu del moviment de promoció de les exposicions internacionals, que va aconseguir el seu apogeu entre els anys 1851 i 1915, amb la celebració de més de 50 en ciutats de tot el món, com París, Barcelona, Nova York, Viena, Calcuta, Kingston (Jamaica) i Santiago de Xile. Totes aquestes exposicions van tenir el mateix denominador comú i un idèntic objectiu: mostrar el progrés material i moral de la humanitat, presentant els productes industrials de totes les nacions del planeta.
L'àrea té 26 ha i conté el Palau Reial d'Exposicions, el Museu de Melbourne i el cinema Imax, pistes de tennis i un guardonat parc infantil. El lloc té una forma rectangular obligat per la seva situació entre els carrers Victòria Street, Rathdowne Street, Carlton Street (de qui agafa el nom), i Nicholson Street. Els jardins s'estenen suaument cap al sud-oest i nord-est. D'acord amb la llista del patrimoni mundial dels Palau Reial d'Exposicions i Jardins Carlton són «d'interès històric, arquitectònic, estètic, (botànic) i d'importància social i científica per a l'Estat de Victòria».
Els jardins contenen tres fonts importants: la font de l'exposició, dissenyat per a l'Exposició de 1880 per l'escultor Joseph Hochgurtel; la Font francesa; i la Font d'aigua Westgarth.
Els terrenys confrontants al nord de l'edifici de l'Exposició anteriorment contenien un camp d'esports, conegut com l'oval o pista de l'Exposició. Una pista ovalada d'asfalt per bicicletes va ser construït el 1890, i després va ser reformat el 1896 per millorar la superfície i ampliar les cantonades i el Banc. Al circuit es duien a terme carreres de ciclisme fins a la dècada de 1920, així com carreres de motocicletes de baixa potència. La pista es va eliminar l'any 1928 i es va substituir per una pista de terra per a les curses de motos de gran potència, que va anar creixent en popularitat al moment. Una nova pista de curses fou construïda l'any 1936, però va ser retirada l'any 1939 després que el Tribunal Suprem va dictaminar que la pista contravenia la Llei d'exposicions, que requereix que el públic tingui lliure accés als terrenys; la pista fou traslladada al Napier Park. Al llarg de la seva existència, l'oval de gespa enmig de les pistes de carreres s'utilitza per a diversos esdeveniments esportius de camp i els carnavals, i en un moment durant un conflicte de 1931 entre la liga de Futbol australiana i la seva Associació de Gestió de Terres, l'oval estava preparat per servir com un lloc VFL durant la temporada 1931.

## Flora

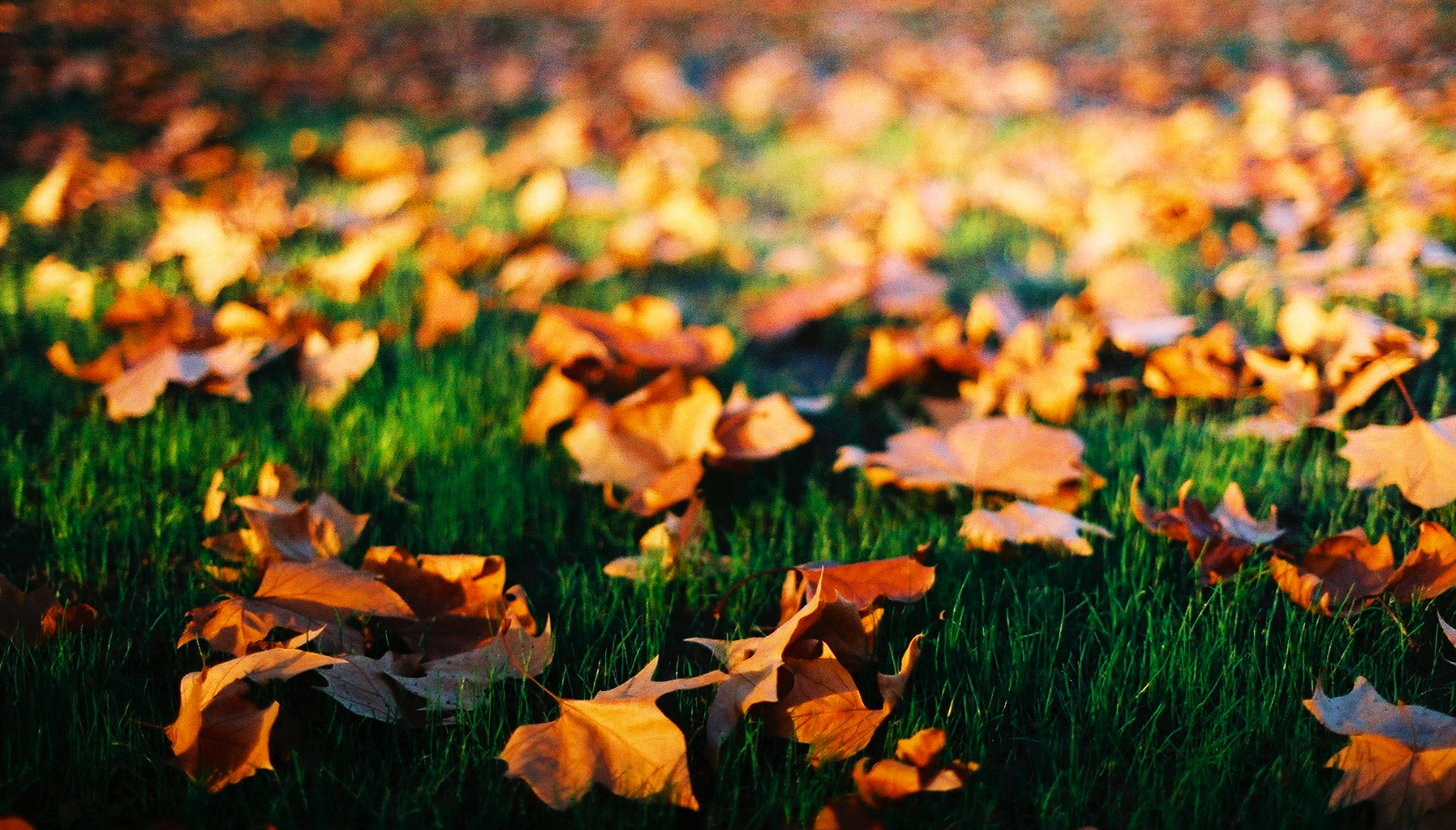
Fulles de tardor

Els jardins són un exemple de disseny de paisatge victorià amb àmplies zones de gespa i variades plantacions d'arbres d'Europa i Austràlia. Compta amb zones de fulla caduca roure pènol, àlber blanc, Platanus, oms, coníferes, cedres, roure cerris, araucaries i arbres de fulla perenne, com Ficus macrophylla, combinats amb parterres de plantes anuals i arbustos. Una xarxa de senders arbrats ofereix vies formals per posar en relleu les fonts i l'arquitectura de l'edifici d'exposicions. Això inclou el Grand Allee dels plàtans que condueixen a l'edifici de l'exposició. Dos petits llacs ornamentals adornen la part sud del parc. La secció nord conté el museu, pistes de tennis, centre de manteniment i la cabana del curador, i el parc infantil dissenyat com un laberint d'estil victorià.
La inscripció en el Victorian Heritage Register diu en part:
| « | Els Jardins Carlton són d'importància científica (botànica) per la seva destacada col·lecció de plantes, incloent coníferes, palmeres, arbre de fulla perenne i arbres de fulla caduca, molts dels quals han crescut a una grandària excepcional formant les avingudes. Són significatius com alguns exemples d'om romanen mentre a tot el món moren a causa de la grafiosi. El jardí compta amb un rar espècimen d'Acmena ingens, només es coneixen cinc exemplars, un rar harpephyllum caffrum i el més gran Taxodium distichum registrat a Victoria, i unes mostres excel·lents de Chamaecyparis funebrisï i Ficus macrophylla, al sud oest de la zona del Palau Reial d'exposicions. | » |

## Fauna
La fauna inclou pòssums, ànecs i aneguets a la primavera, Enganyapastors australians, cucaburres. Minà de les índies i gavines australianes són força comuns. A la nit s'hi poden trobar Chalinolobus gouldii i altres ratpenats caçadors d'insectes, mentre que guineus voladores de cap gris visiten els jardins quan els arbres natius estan fent la floració o fructificació.

## Història

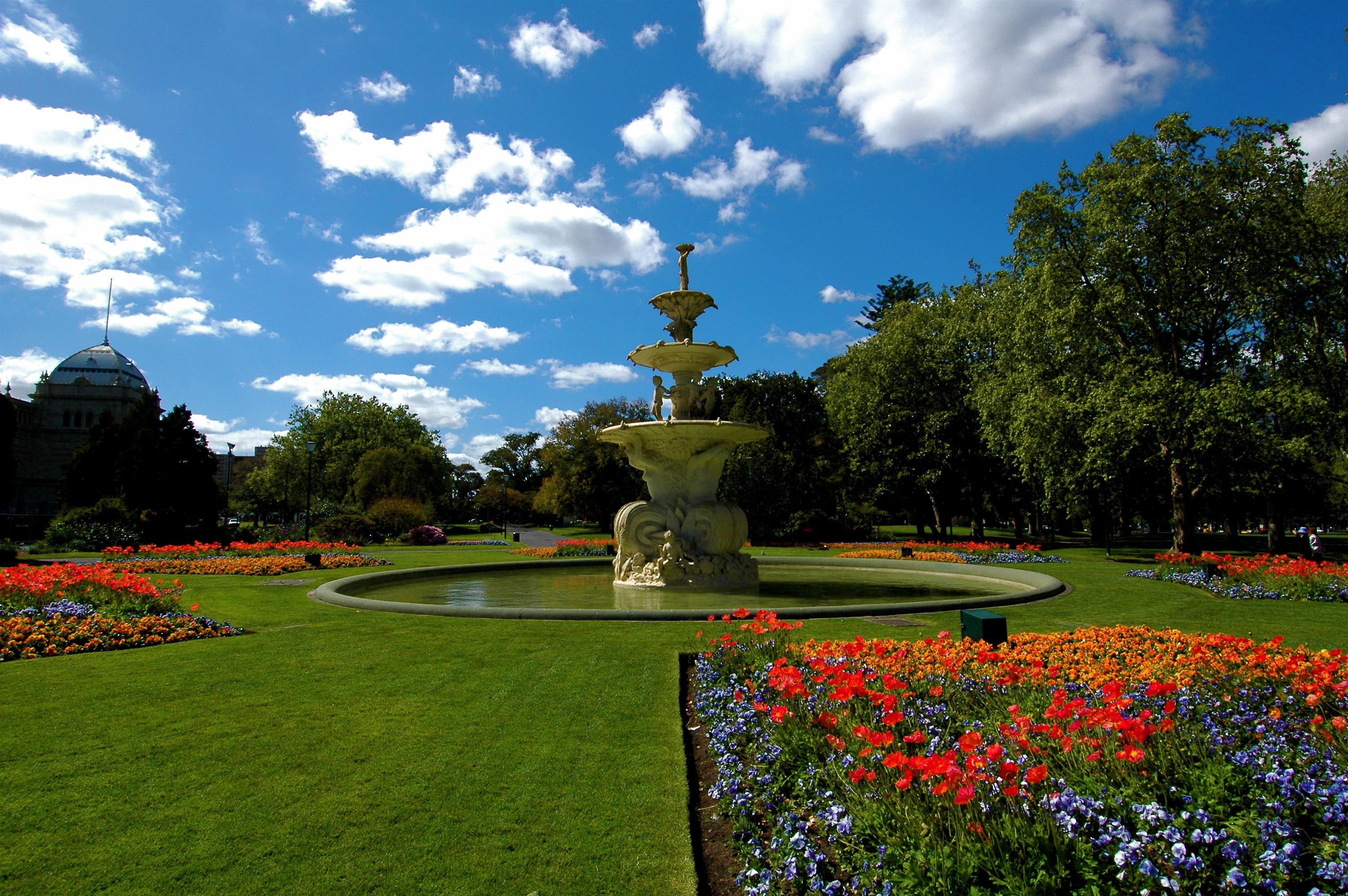
Font dels Jardins Carlton

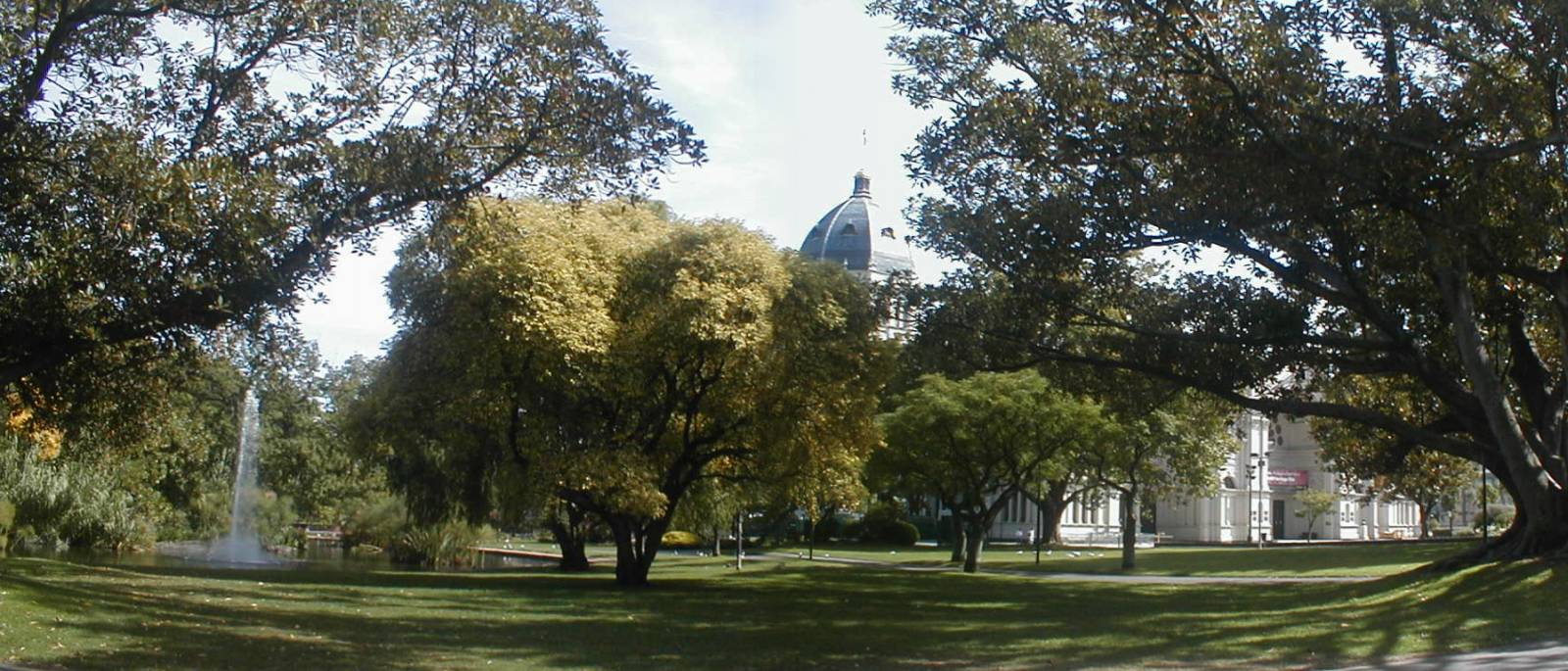
Panorama

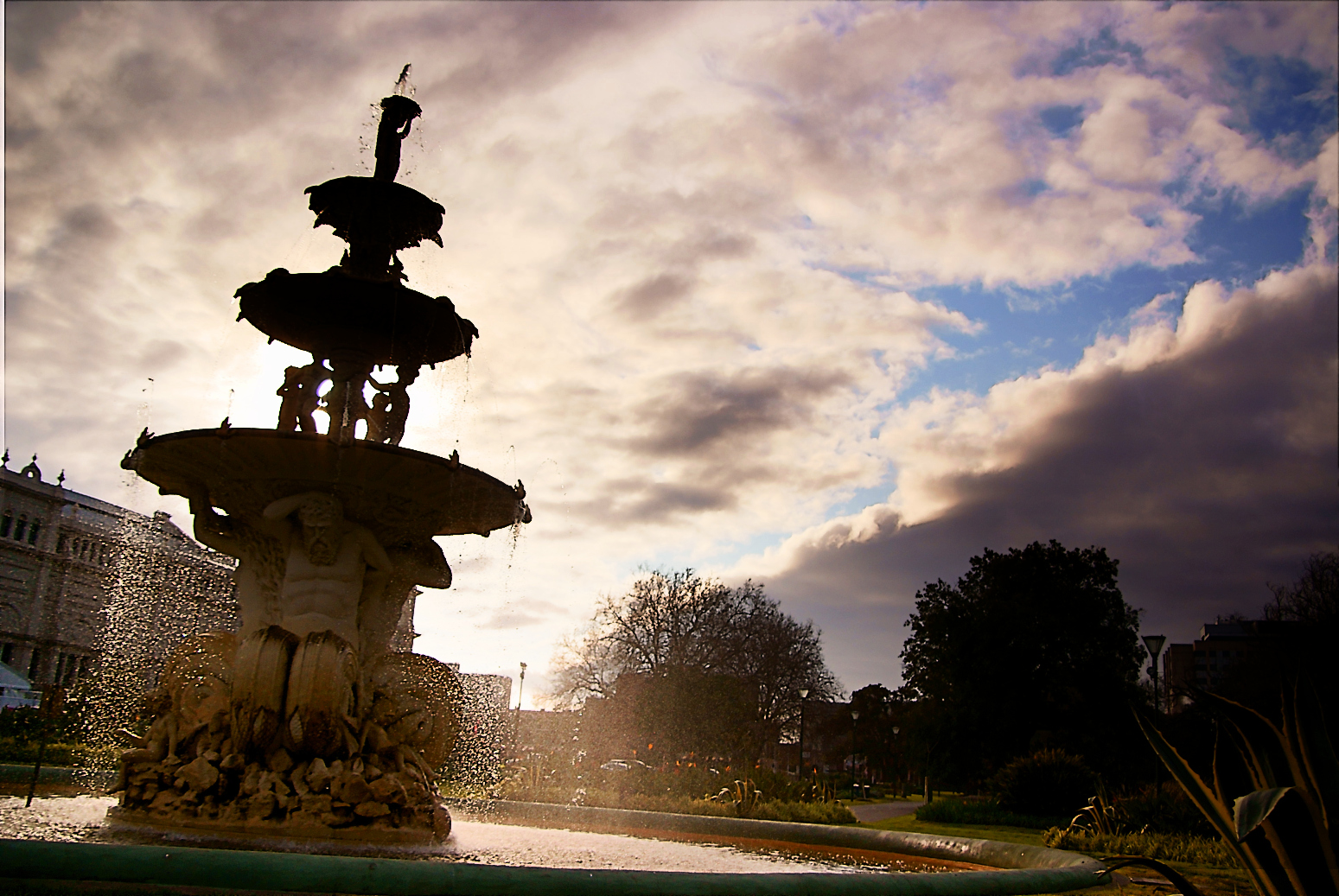
Font dels jardins

- 1839 - Les grans extensions de terreny que envolta la forma original de la ciutat de Melbourne van ser reservades de la venda pel superintendent Charles La Trobe. La major part d'aquesta terra va ser venuda més tard i subdividit o s'utilitza per al desenvolupament de diverses institucions públiques, però un nombre de llocs importants estaven reservats permanentment com parcs públics, incloent els Carlton Gardens, així com Flagstaff Gardens, Fitzroy Gardens, Tresor Gardens i Kings Domain.
- Circa 1856 - La ciutat de Melbourne va obtenir el control dels Jardins Carlton, i dedica Edward La Trobe Bateman per preparar un disseny per al lloc. El disseny de camins i altres característiques del disseny es van construir tot i les limitacions dels fons per al manteniment, etc. donat lloc a freqüents crítiques.
- 1870 - El Govern de Victòria van reprendre el control dels jardins i canvis menors i es van fer sota la direcció de Clement Hodgkinson. El lloc va ser poc després redissenyat dràsticament per l'Exposició Internacional de Melbourne (1880) per l'arquitecte Joseph Reed. El destacat horticultor local William Sangster va ser contractat com a contractista per reconstruir els jardins.
- 1880 - L'Edifici d'Exposicions fou completat per l'Exposició Internacional de Melbourne de 1880. Annexos temporals per a albergar part de l'exposició a la secció nord van ser demolides després de l'exposició quan es va tancar el 30 d'abril 1881.
- 1888 - Exposició del Centenari de Melbourne per celebrar un segle dels assentaments europeus a Austràlia.
- 1891 - El cabana del curador va ser acabada i habitada per John Guilfoyle.
- 1901 - El primer Parlament d'Austràlia s'obre a l'edifici d'exposicions. A l'annex de l'oest de l'edifici es converteix en el lloc del Parlament de Victòria per als propers 27 anys.
- 1919 - Els edificis es van convertir en un hospital d'emergència per víctimes de l'epidèmia de grip
- 1928 - Les estructures perimetrals foren eliminades deixant els fonaments de pedra blava.
- Segona Guerra Mundial els edificis van ser utilitzats pel RAAF.
- 1948-1961 - Part del complex es va utilitzar com a centre de recepció d'emigrants.
- 1999 - Obre el Museu de Melbourne, ocupant una sisena part del lloc.
- 2001 - Taylor Cullity Lethlean i Mary Jeavons guanyen un premi de paisatge per al disseny i la construcció d'un pati nous pels nens  de resolució elegant però robust . El jurat va descriure el disseny com  un disseny distintiu i unificat que respecta el seu entorn històric i es dirigeix a les demandes dels jocs creatius per a la varietat espacial i visual.
- Juliol 2004 - Després de diversos anys de temptatives per part de l'Ajuntament de Melbourne, el Palau Reial d'Exposicions i els Carlton Gardens van ser inscrits a la Llista del Patrimoni Mundial a la 28a reunió de la Comitè del Patrimoni Mundial celebrada a Suzhou, xina.

L'edifici d'exposicions encara s'utilitza per a exposicions, fins i tot per a la anual Melbourne International Flower and Garden Show. El centre de convencions (Melbourne Exhibition and Convention Centre), es va obrir l'any 1996 i ofereix unes instal·lacions més modernes i s'ha convertit en una ubicació privilegiada de Melbourne per a exposicions i convencions.

## Galeria d'imatges

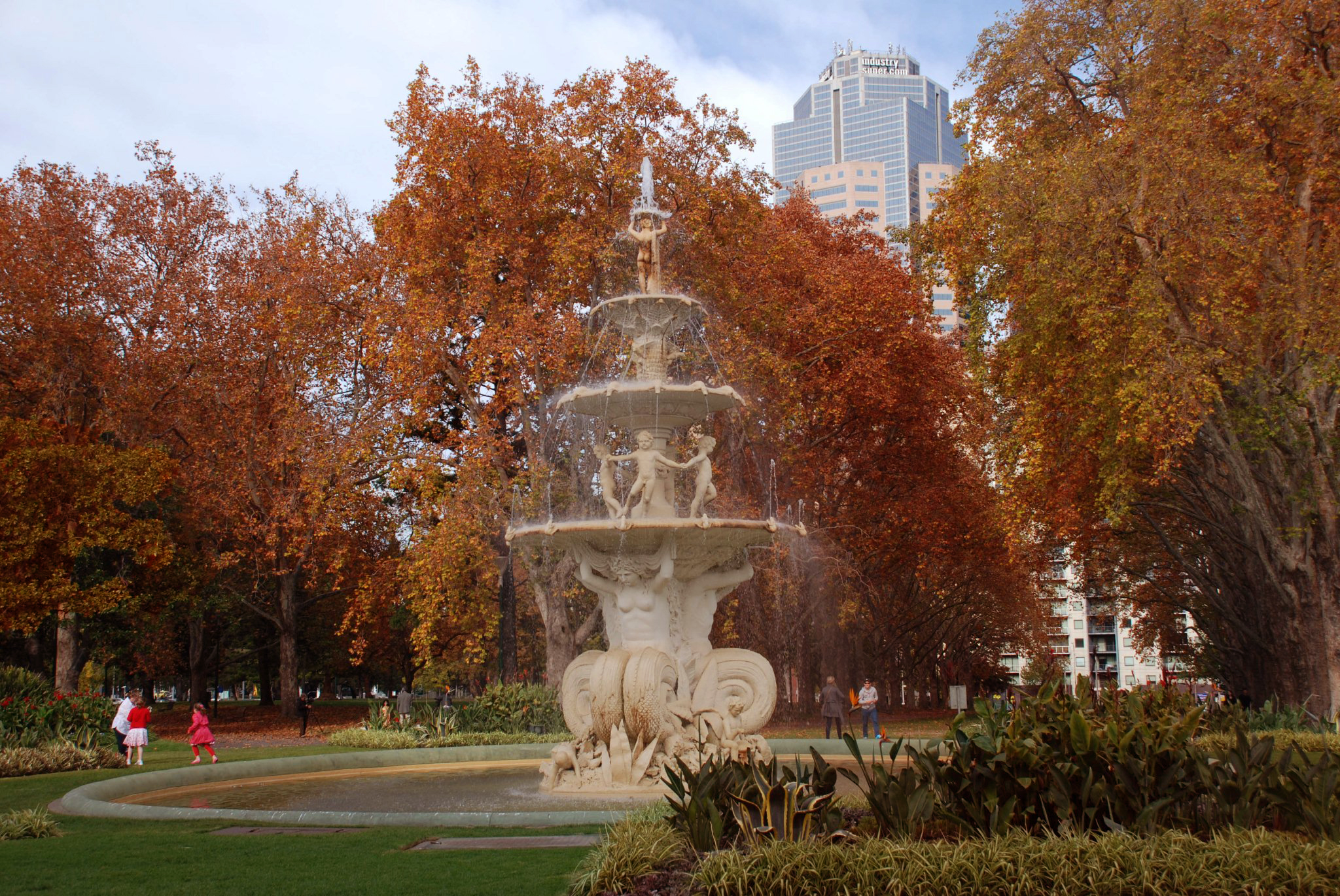
Imatge de tardor dels jardins
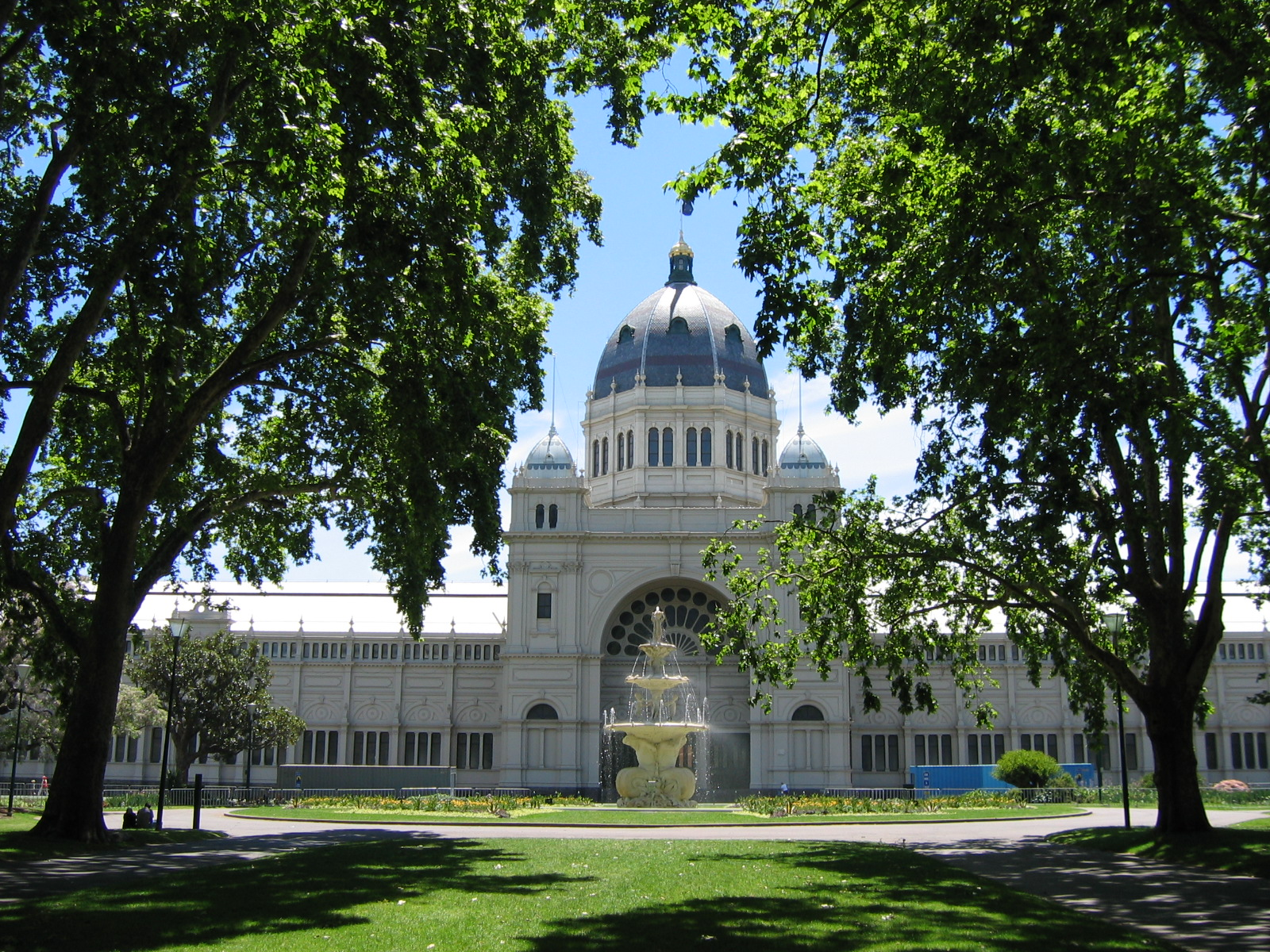
Centre d'exhibicions
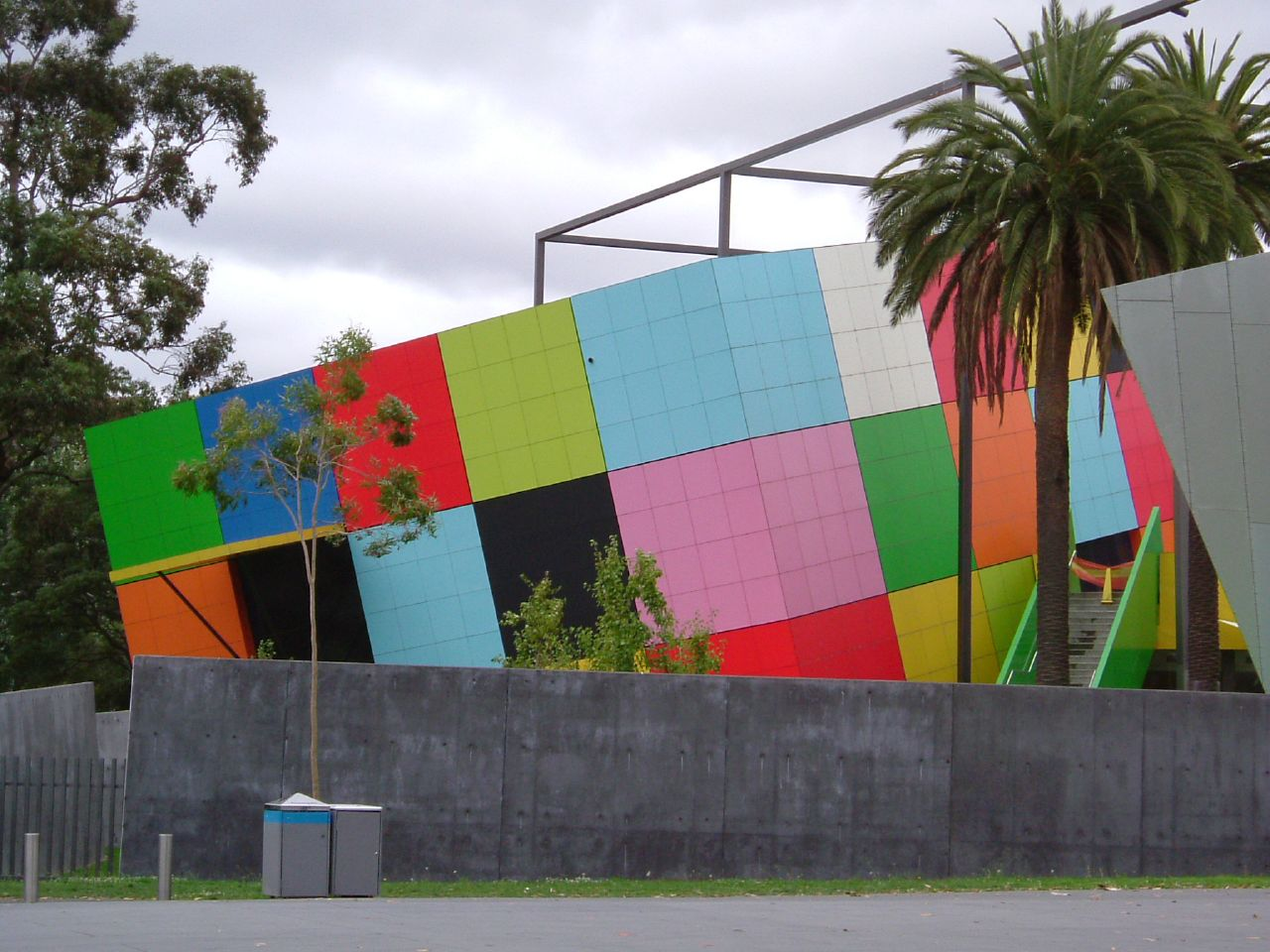
Museu de Melbourne
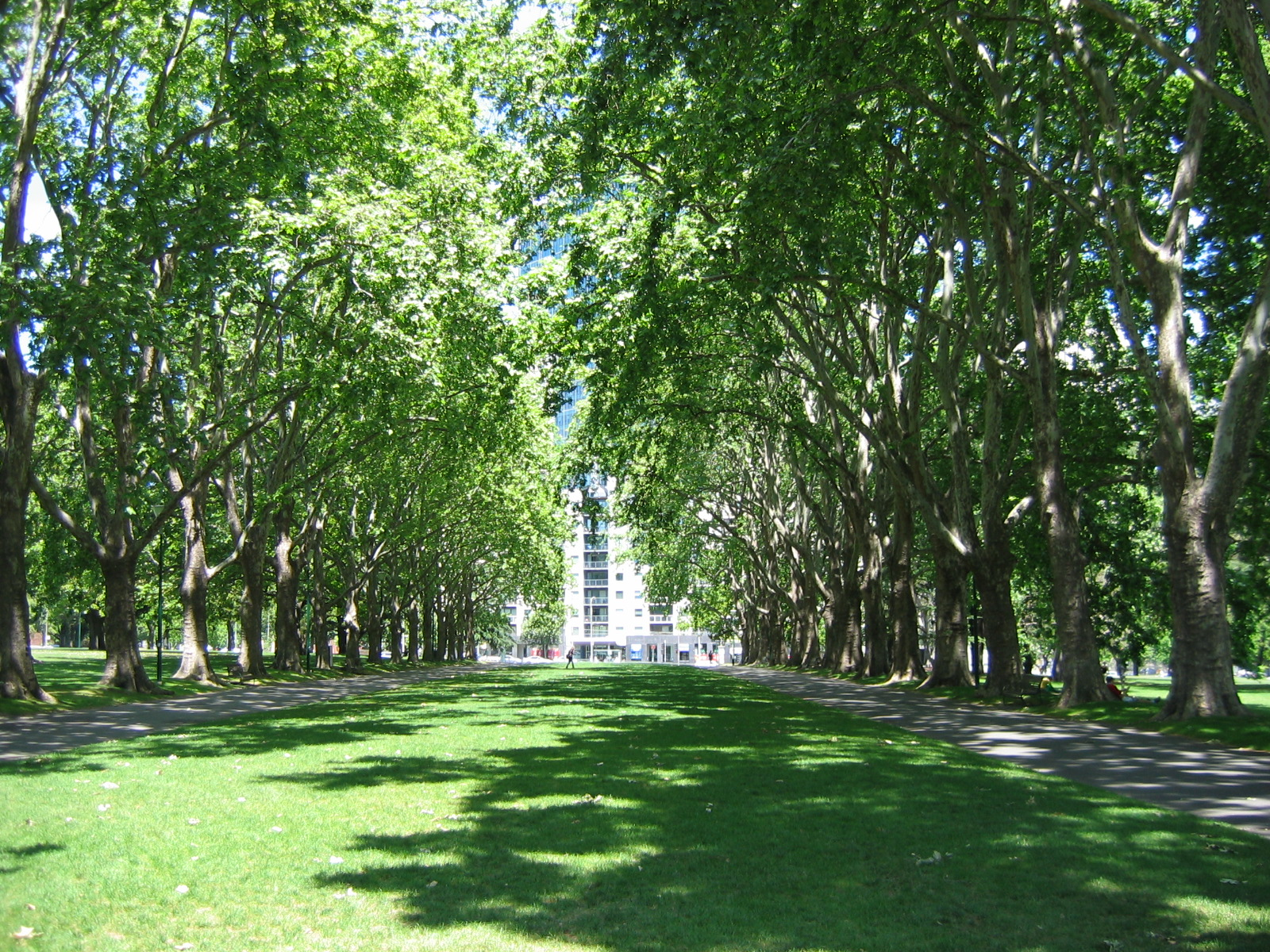
Camins a la zona del Parc